# Mimoides xeniades
Mimoides xeniades is een vlinder uit de onderfamilie Papilioninae van de familie van de Pages. De wetenschappelijke naam van de soort is, als Papilio xeniades, voor het eerst geldig gepubliceerd in 1867 door William Chapman Hewitson. De combinatie in Mimoides werd in 1991 gemaakt door K.S. Brown.

## Ondersoorten
- Mimoides xeniades xeniades
- Mimoides xeniades halex (Rothschild & Jordan, 1906)
- Mimoides xeniades imaus (Rothschild & Jordan, 1906)
- Mimoides xeniades isus (Oberthür, 1879)
- Mimoides xeniades signatus (Tyler, Brown & Wilson, 1994)
- Mimoides xeniades tabaconas (Joicey & Talbot, 1918)